# Leo Simons
Leo Simons (Den Haag, 1 augustus 1862 - aldaar, 11 juni 1932) was een Nederlands uitgever, schrijver, redacteur en criticus. Hij was de oprichter van  uitgeverij de Wereldbibliotheek.

## Leven en werk
Simons werd geboren in een Joods liberaal gezin in Den Haag. Hij bezocht de HBS in Den Haag, waar zijn leraar Nederlands Jan ten Brink hem in aanraking bracht met de literatuur, onder meer met Vondel. Na de HBS ging hij in 1879 een jaar naar Londen, waar hij de Kensington Art School bezocht. Tussen 1881 en 1884 studeerde Simons aan de Universiteit Leiden, waar hij zijn lesbevoegdheid Nederlands haalde.
Vanaf 1885 was Simons werkzaam als journalist en redacteur. Oorspronkelijk schreef hij veel over toneel. In 1893 was Simons betrokken bij de prachtuitgave van Vondels Gijsbrecht van Aemstel, waarvoor hij ook de inleding schreef. Met zijn vrouw, Josine Mees, vertrok hij in 1893 weer naar Londen waar hij uitgever werd by Henry and Co. Daar gaf hij het blad Hollandia, een weekblad voor Nederlanders in den vreemde uit, wat hem veel contacten met schrijvers opleverde. In 1899 ging Simons terug naar Nederland en vestigde zich in Amsterdam. Simons werd in 1904 op persoonlijke titel lid van de Amsterdamse gemeenteraad.

### De Wereldbibliotheek
Simons' grote betekenis ligt in zijn bemoeienis met uitgeverij De Wereldbibliotheek, waarvan hij in 1905 de oprichter en decennia lang de drijvende kracht was. Simons was inventief, nam risico en startte diverse boekenreeksen. De oorspronkelijke naam van de uitgeverij spreekt boekdelen: "Maatschappij voor goede en goedkoope lectuur". Simons combineerde zijn handelsgeest en zijn intellectuele kennis en slaagde erin goed verkopende nieuwe literatuur in de markt te zetten en daarnaast klassiekers als bijvoorbeeld de complete werken van Vondel in tien dikke delen uit te brengen. Boeken van buitenlandse schrijvers werden voorzien van een toelichtende inleiding, vaak door Simons zelf geschreven. Toen uitgeverij De Wereldbibliotheek in 1930 25 jaar bestond,  waren er 968 titels uitgegeven in een totale oplage van 4.929.700 exemplaren.

In april 1932 kreeg Simons een eredoctoraat van de Universiteit van Amsterdam. Hij stierf nog geen twee maanden later. Simons ligt begraven op begraafplaats Oud Eik en Duinen in Den Haag.

## Publicaties (selectie)
- L. Simons: Tot afscheid. (Boeken en hun beteekenis). 5 voordrachten. Amsterdam, Maatschappij voor de Goede en Goedkoope Lectuur, 1930
- L. Simons: Het drama en het tooneel in hun ontwikkeling. 5 delen. Amsterdam, 1921-1932 Digitale versie
- L. Simons: Socialisatie op coöperatieven grondslag. Proeve eener wijziging van den productievorm. Amsterdam, 1920 Digitale versie
- Gedenkboek der Wereldbibliotheek 1905-1915.  Inl. door L. Simons. Amsterdam, Maatschappij voor Goede en Goedkoope Lectuur, 1915
- Leo Simons & Klaas Groesbeek: Goedkoope boeken en hun verspreiding. Amsterdam, 1913
- Joost van den Vondel: Vondels spelen. Ingeleid en toegelicht door C.R. de Klerk en L. Simons. 9 delen. Amsterdam, 1912-1913.  Digitale versie
- L. Simons: Studies en lezingen. Amsterdam, 1912 Digitale versie
- Inleidingen bij tientallen uitgaven van De Wereldbibliotheek

### Over Leo Simons
- Ter herinnering aan Dr. Leo Simons, 1 Augustus 1862-11 Juni 1932. Met bijdr. van Nico van Suchtelen et al. Amsterdam, Maatschappij tot verspreiding van goede en goedkoope lectuur (Wereldbibliotheek), 1933